# ヤルカンド県
ヤルカンド県（ヤルカンドけん、イェケン県、ウイグル語: يەكەن　転写: Yeken）は、中華人民共和国新疆ウイグル自治区カシュガル地区に位置する県。莎車県（呉音: しゃしゃ、漢音: さしゃ、拼音: Shāchē）ともいう。

## 地理
ヤルカンドは新疆西南部、崑崙山脈北麓、パミール高原南面のヤルカンド川沖積平野に位置する。
南はポスカム県、カルギリク県、西はイェンギサール県とアクト県、東はマルキト県、西北はヨプルガ県、疏勒県、西南はタシュクルガン・タジク自治県と接する。
平均海抜1231.2メートル、山地が39.18%、平原が60.82%を占め、耕地面積126万畝である。
暖温帯大陸性気候に属する。四季は分明で、気候は乾燥しており、日照時間は長い。年平均気温は12.3℃、年平均降水量56.6ミリ。

## 歴史
ヤルカンドは2000年あまりの歴史を有し、かつて莎車国（前漢の時代）、渠沙国、ヤルカンド・ハン国を形成した。
1943年から1956年にかけて莎車専署所在地となり，1956年以降はカシュガル地区行署に所属している。

## 行政区画
5街道、14鎮、14郷、1民族郷を管轄：
- 街道弁事処：葉爾羌街道、城中街道、城東街道、城西街道、城北街道
- 鎮：ヤルカンド鎮（莎車鎮）、チャレク鎮（恰熱克鎮）、エリシク鎮（艾里西湖鎮）、ハンディ鎮（荒地鎮）、アワト鎮（阿瓦提鎮）、ベシケント鎮（白什坎特鎮）、エゲルチ鎮（依蓋爾其鎮）、キュルバグ鎮（古勒巴格鎮）、ミシャ鎮（米夏鎮）、トミョステン鎮（托木吾斯塘鎮）、トミョステン鎮（塔尕爾其鎮）、オダンリク鎮（烏達力克鎮）、アラメト鎮（阿拉買提鎮）、アザドバグ鎮（阿扎特巴格鎮）
- 郷：アラル郷（阿熱勒郷）、チャルバグ郷（恰熱巴格郷）、イェンギオステン郷（英吾斯塘郷）、アルスランバグ郷（阿爾斯蘭巴格郷）、ヤカエリク郷（亜喀艾日克郷）、コシェリク郷（喀群郷）、コシラプ郷（霍什拉甫郷）、ダムスィ郷（達木斯郷）、イシクル郷（伊什庫力郷）、ペキチ郷（拍克其郷）、コシェリク郷（闊什艾日克郷）、デョンバグ郷（墩巴格郷）、バグアワト郷（巴格阿瓦提郷）、カラス郷（喀拉蘇郷）
- 民族郷：ゼレプシャト・タジク族郷（孜熱甫夏提塔吉克族郷）
- 良種繁育場、第一林場、国営二林場、園芸場、蚕種場、魚苗場、農科院ヤルカンド農業試験場、工業園区管理委員会、イェンギアワト管理委員会（英阿瓦提管理委員会）

## 経済
2003年の全県生産総額は12.61億元であった。うち工業総生産額は2.57億元、農業総生産額は15億元、農民の一人当たり純収入は1549元。
農業は綿花や小麦、トウモロコシの栽培を主とし、ハミウリ、ザクロ、葡萄、杏も産する。
工業は棉紡績、電力、建材、冶錬、食料加工などが主な業種である。

## 交通

### 航空
- ヤルカンド空港（中国語版）

### 鉄道
- 中国国家鉄路集団
  - 喀和線
    - ヤルカンド駅

### 道路
- 高速道路
  -  吐和高速道路
  -  三莎高速道路
  -  麦喀高速道路
- 国道
  - G217国道
  - G219国道
  - G315国道

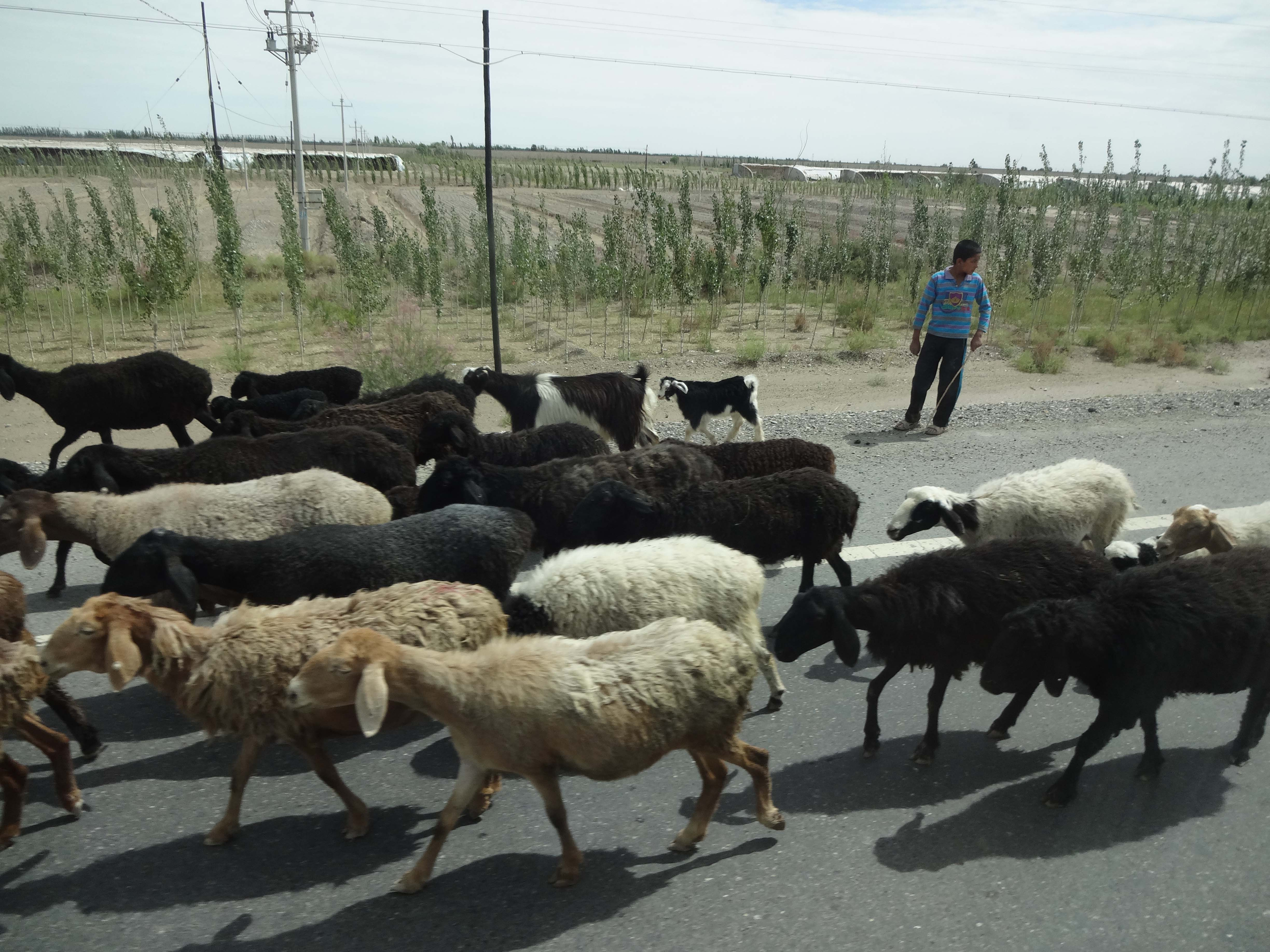
古き良きヤルカンドの国道風景は残っている（2013年）1
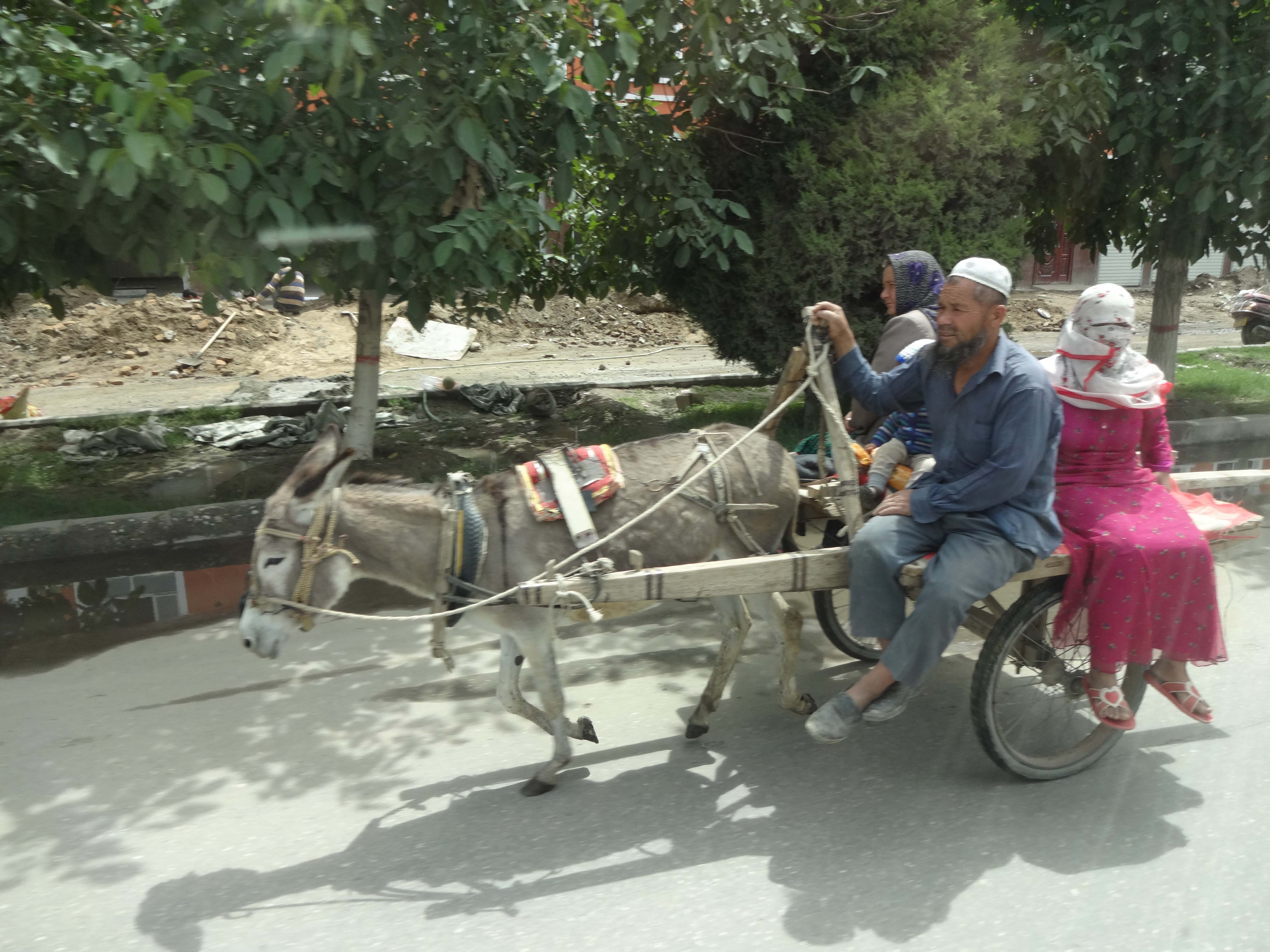
古き良きヤルカンドの国道風景は残っている（2013年）2

## 外部サイト
- カシュガル地区人民政府-莎車県
- 『ヤルカンド』 - コトバンク